# Lista siturilor arheologice din județul Prahova - I
Lista siturilor arheologice din județul Prahova - I conține toate siturile arheologice din județul Prahova înscrise în Repertoriul Arheologic Național (RAN) și aflate în localități al căror nume începe cu litera I. RAN este administrat de Ministerul Culturii și Patrimoniului Național și cuprinde date științifice, cartografice, topografice, imagini și planuri, precum și orice alte informații privitoare la zonele cu potențial arheologic, studiate sau nu, încă existente sau dispărute.
Puteți căuta un sit din localitățile care încep cu litera I folosind formularul de mai jos sau puteți naviga prin toate siturile din județ la Lista siturilor arheologice din județul Prahova.
| Cod RAN                                   | Denumire | Localitate                         | Adresă                                                          | Datare                                           | Descoperit | Coordonate                                    | Imagine           | Erori            |
| ----------------------------------------- | --- | ---------------------------------- | --------------------------------------------------------------- | ------------------------------------------------ | ---------- | --------------------------------------------- | ----------------- | ---------------- |
| 133456.01.01 (Cod LMI: PH-I-m-B-16184.03) | Situl arheologic de la Independența - Pe Maidan / ansamblu anonim (Categorie: locuire civilă) (Tip: Așezare)                                                                    | sat Independența, comuna Gherghița | Pe Maidan                                                       |                                                  |            | 44°48′18″N 26°13′38″E / 44.80513°N 26.22732°E | Încărcați imagine | Raportați eroare |
| 133456.01.02 (Cod LMI: PH-I-m-B-16184.02) | Situl arheologic de la Independența - Pe Maidan / ansamblu anonim (Categorie: locuire civilă) (Tip: Așezare)                                                                    | sat Independența, comuna Gherghița | Pe Maidan                                                       | sec. X - XI                                      |            | 44°48′18″N 26°13′38″E / 44.80513°N 26.22732°E | Încărcați imagine | Raportați eroare |
| 133456.01.03 (Cod LMI: PH-I-m-B-16184.01) | Situl arheologic de la Independența - Pe Maidan / ansamblu anonim (Categorie: locuire civilă) (Tip: Așezare)                                                                    | sat Independența, comuna Gherghița | Pe Maidan                                                       | sec. XIV                                         |            | 44°48′18″N 26°13′38″E / 44.80513°N 26.22732°E | Încărcați imagine | Raportați eroare |
| 133456.02.01 (Cod LMI: PH-I-m-B-16185.02) | Așezarea medievală de la Independența - Malul Roșu / ansamblu anonim (Categorie: locuire civilă) (Tip: Așezare)                                                                 | sat Independența, comuna Gherghița | Malul Roșu                                                      | sec. X - XI                                      |            | 44°48′02″N 26°13′25″E / 44.8006°N 26.2237°E   | Încărcați imagine | Raportați eroare |
| 133456.02.02 (Cod LMI: PH-I-m-B-16185.01) | Așezarea medievală de la Independența - Malul Roșu / ansamblu anonim (Categorie: locuire civilă) (Tip: Așezare)                                                                 | sat Independența, comuna Gherghița | Malul Roșu                                                      | sec. XIV                                         |            | 44°48′02″N 26°13′25″E / 44.8006°N 26.2237°E   | Încărcați imagine | Raportați eroare |
| 134915.01.01 (Cod LMI: PH-I-s-B-16186)    | Așezarea din epoca bronzului de la Izvoru / ansamblu anonim (Categorie: locuire civilă) (Tip: Așezare)                                                                          | sat Izvoru, comuna Provița de Sus  |                                                                 |                                                  |            | 45°09′19″N 25°37′51″E / 45.15517°N 25.63083°E | Încărcați imagine | Raportați eroare |
| 133456.03.01                              | Situl arheologic de la Independența - Pe terasă (Autostrada București - Ploiești, km 40+550, 40+775) / ansamblu anonim (Categorie: locuire civilă) (Tip: așezare)               | sat Independența, comuna Gherghița | Pe terasă (Autostrada București - Ploiești, km 40+550 , 40+775) | Monteoru                                         | 2004       | 44°48′22″N 26°13′47″E / 44.80611°N 26.22972°E | Încărcați imagine | Raportați eroare |
| 133456.03.03                              | Situl arheologic de la Independența - Pe terasă (Autostrada București - Ploiești, km 40+550, 40+775) / ansamblu anonim (Categorie: locuire civilă) (Tip: necropola)             | sat Independența, comuna Gherghița | Pe terasă (Autostrada București - Ploiești, km 40+550 , 40+775) | sec. X - XI                                      | 2004       | 44°48′22″N 26°13′47″E / 44.80611°N 26.22972°E | Încărcați imagine | Raportați eroare |
| 133456.03.02                              | Situl arheologic de la Independența - Pe terasă (Autostrada București - Ploiești, km 40+550, 40+775) / ansamblu anonim (Categorie: locuire civilă) (Tip: așezare)               | sat Independența, comuna Gherghița | Pe terasă (Autostrada București - Ploiești, km 40+550 , 40+775) |                                                  | 2004       | 44°48′22″N 26°13′47″E / 44.80611°N 26.22972°E | Încărcați imagine | Raportați eroare |
| 133456.03.04                              | Situl arheologic de la Independența - Pe terasă (Autostrada București - Ploiești, km 40+550, 40+775) / ansamblu anonim (Categorie: locuire civilă) (Tip: așezare)               | sat Independența, comuna Gherghița | Pe terasă (Autostrada București - Ploiești, km 40+550 , 40+775) | sec. XVI - XVII                                  | 2004       | 44°48′22″N 26°13′47″E / 44.80611°N 26.22972°E | Încărcați imagine | Raportați eroare |
| 133456.04.01                              | Așezarea de epoca fierului de la Independența - Pe Câmp, pe firul Autostrăzii București - Ploiești, km. 39+770 - 39+870 m / ansamblu anonim (Categorie: așezare) (Tip: așezare) | sat Independența, comuna Gherghița | Pe Câmp                                                         |                                                  | 2003       |                                               | Încărcați imagine | Raportați eroare |
| 133456.05.01                              | Situl de la Independența - punct Malu Roșu (la 250 m est de Autostrada București - Ploiești / ansamblu anonim (Categorie: așezare) (Tip: așezare)                               | sat Independența, comuna Gherghița | Malu Roșu                                                       | Sântana de Mureș - Cerneahov sec. III - IV d.Ch. | 2008       |                                               | Încărcați imagine | Raportați eroare |
| 133456.05.02                              | Situl de la Independența - punct Malu Roșu (la 250 m est de Autostrada București - Ploiești / ansamblu anonim (Categorie: așezare) (Tip: așezare)                               | sat Independența, comuna Gherghița | Malu Roșu                                                       | sec. XVI - XVIII                                 | 2008       |                                               | Încărcați imagine | Raportați eroare |
| 133456.06.01                              | Situl arheologic de la Independența - Terasa râului Prahova / ansamblu anonim (Categorie: așezare) (Tip: așezare)                                                               | sat Independența, comuna Gherghița |                                                                 | Chilia - Militari sec II-III d.Ch.               | 2008       |                                               | Încărcați imagine | Raportați eroare |
| 133456.06.02                              | Situl arheologic de la Independența - Terasa râului Prahova / ansamblu anonim (Categorie: așezare) (Tip: așezare)                                                               | sat Independența, comuna Gherghița |                                                                 | Dridu sec. VIII-X d.Ch.                          | 2008       |                                               | Încărcați imagine | Raportați eroare |
| 134915.02.01                              | Așezarea de epoca bronzului de la Izvoru - sub Vârful Sultanu / ansamblu anonim (Categorie: locuire) (Tip: așezare)                                                             | sat Izvoru, comuna Provița de Sus  | Vârful Sultanu                                                  |                                                  | 2010       | 45°08′50″N 25°36′04″E / 45.14709°N 25.60101°E | Încărcați imagine | Raportați eroare |